# 華仔天地
華仔天地（英語：Andy World Club）是香港艺人刘德华组建、由专业人士负责管理的愛好者组织，于1988年6月18日成立，至今成立已超過30年。宗旨是透过华仔天地发挥愛好者的团结力量，全心支持刘德华，以及号召会员发扬华仔努力不懈、服务社群的精神来回馈社会。会员分布在世界各地，主要在香港、台湾、中国大陆、新加坡和马来西亚等华人聚集区。

## 简介
1988年華仔天地成立后，经常能在许多有劉德華出现的场所看到许多身着黄色会员服的会员，例如颁奖典礼、宣传活动现场等等。每年开支达600万元。
2009年2月22日，华仔天地中国大陆分会——上海"华仔天地"影音文化发展促进会，在上海东方艺术中心举行成立大典，这是中国首个经政府部门批准的社会团体组织，刘德华也成为在内地创立影音社团机构的第一位香港艺人。為配合2014年華仔天地的發展策略及資源整合，自2013年12月15日起，上海“華仔天地”影音文化發展促進會停止運作及服務。
会员可通过华仔天地官方网站，了解到华仔最新动向及华仔天地的信息。

### 主要活动
华仔天地每年举办两次大型活动——华仔天地周年纪念日（618）与华仔生日会（927），到时上千名来自世界各地的会员聚集在一起，与华仔一起欢度难忘时刻。
会员经常透过本会不时举行各种聚会，如会员生日会、海外梦想成真活动等，与华仔零距离接触。
为发扬华仔好学不倦的精神，天地会也举行如书法、太极、编织、保龄球等各种兴趣班的学习与比赛，以让会员们陶冶情操、增进知识。
此外，华仔天地更积极带领会员参加社会公益活动，为有需要的社群送上温暖与关怀。

## 会址
香港总部现设于九龙湾宏光道，分为接待处、休闲区、演艺区和展览区（展出华仔历年所获得的逾百个各种奖项），以为华仔和会员们提供一个宽敞舒适的相聚之地。

### 各会址开放时间
| 开放时间                                                                            | 会址                                   |
| ----------------------------------------------------------------------------------- | -------------------------------------- |
| 周一至周五10：00-20：00 周六10：00-18：00 周日11：00-18：00 香港公众假期：休息      | 香港九龍灣宏光道1號億京中心A座33樓D室  |
| 周一至周五10：00-13：00；14：00-18：00 周六：休息 台湾公众假期：休息 僅提供電話服務 | 臺灣台北市大安区信義路三段149号13楼之1 |

## 会歌
| 曲序 | 曲目           |        | 作曲   | 编曲   | 主唱   | 备注                                                            |
| ---- | -------------- | ------ | ------ | ------ | ------ | --------------------------------------------------------------- |
| 1.   | 献给你（會歌） | 向雪懷 | 盧東尼 | 盧東尼 | 刘德华 | 出自专辑：爱的空间 出版年代：1992年 发行公司：宝丽金 语言：粤语 |

| \| \| 旋律於歌舞中昇起 如水中的蒸气 陶醉於今夜我跟你 让星光半披 能一分一秒於一起 才知今生多美 才天天不用再想你 愿一生属你 望见你 望吻你 望抱你 这一切渴望都永远属你 是我爱 是至爱 是最爱 以真心的爱分开天与地 越看你 越爱你 越锡你 众多不快事不会再记起 不许分离 将一生献给你 \| | |
| | 旋律於歌舞中昇起 如水中的蒸气 陶醉於今夜我跟你 让星光半披 能一分一秒於一起 才知今生多美 才天天不用再想你 愿一生属你 望见你 望吻你 望抱你 这一切渴望都永远属你 是我爱 是至爱 是最爱 以真心的爱分开天与地 越看你 越爱你 越锡你 众多不快事不会再记起 不许分离 将一生献给你 |